# Vinh Sơn Phạm Hiếu Liêm
Vinh Sơn Phạm Hiếu Liêm (còn được gọi là Vinh Sơn Lê Quang Liêm, Vinh Sơn Hòa Bình, Vicente de la Paz 1732 – 1773) là một linh mục Dòng Đa Minh và là một vị thánh tử đạo Việt Nam.

## Tiểu sử
Phạm Hiếu Liêm sinh năm 1732 tại làng Trà Lũ, phủ Thiên Trường, nay thuộc xã Xuân Hưng, tỉnh Ninh Bình, thuộc Giáo phận Bùi Chu. Năm 1744, ông vào tu trong Nhà Chung tại Lục Thủy. Sáu năm sau, ông được linh mục Espinoza (tên Việt là Huy) chọn vào số các thanh niên hưởng học bổng của Vua Felipe V của Tây Ban Nha, gởi đi du học Manila, Philippines. Sau khi học xong tam khoa và tứ khoa tại Trường đại học San Juan de Letran, ông theo chương trình giáo dục đại học của Viện Đại học Santo Tomas trong khi vẫn cư trú tại trường cũ. Sau khi tốt nghiệp, tháng 9 năm 1753, cùng với ba bạn đồng môn cũng là đồng hương Đàng Ngoài của mình, thầy Liêm xin gia nhập Dòng Đa Minh. Năm sau, ông và các bạn tuyên khấn trọng thể, ông lấy tên hiệu là Vinh Sơn Hòa Bình (Vicente de la Paz). Năm 1758, ông thụ phong linh mục và hồi hương vào ngày 3 tháng 10 cùng năm.

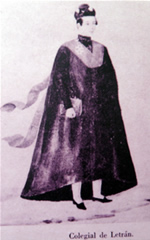
Phạm Hiếu Liêm khi theo học tại Letran

Ngày 20 tháng 1 năm 1759, linh mục Vinh Sơn Phạm Hiếu Liêm đến Trung Linh và được bổ nhiệm làm giáo sư chủng viện của Địa phận Đông Đàng Ngoài được đặt tại đó. Sau một thời gian, ông lần lượt đảm nhiệm các xứ đạo như Quất Lâm, Lục Thủy, Trung Lễ, Trung Linh, Trung Lao và kiêm luôn cả vùng Lai Ổn sau khi linh mục Jacinto Castaneda Gia bị bắt. Trong thời gian đó, ông Hoàng Sáu là em của chúa Trịnh Doanh đã được ông rửa tội trước khi mất.
Ngày 1 tháng 10 năm 1773, linh mục Liêm đang chuẩn bị cho các giáo hữu ở Lương Đống mừng lễ Đức Mẹ Mân Côi thì bị quân lính vây bắt tại nhà một giáo dân tên là Nhiêu Nhuệ. Ông cùng hai cậu giúp lễ bị giải đến quan chánh tổng Xích Bích và bị giam tại đây 12 ngày. Sau đó, ông bị giải về Phố Hiến và gặp lại linh mục Gia đang bị giam ở đó. Ngày 20 tháng 10, hai linh mục Liêm và Gia cùng hai cậu giúp lễ bị giải lên kinh đô Thăng Long gặp chúa Trịnh Sâm, riêng hai ông phải mang gông đề 4 chữ Hoa Lang Đạo Sư (tức giáo sĩ Công giáo). Ngày 4 tháng 11, chúa Trịnh tuyên án trảm quyết hai linh mục Liêm và Gia và sẽ hành quyết sau 3 ngày. Ngay ngày hôm đó, chúa Trịnh đặc xá cho riêng ông nhưng ông lên tiếng rằng ông và linh mục Gia phải chung bản án: cùng bị kết án hoặc cùng được thả. Sau cùng, bản án không thay đổi, hai linh mục bị hành hình tại pháp trường Đồng Mơ, thi hài họ được an táng tại Nhà thờ Trung Linh.
Giáo hoàng Piô X suy tôn Chân phước cho linh mục Liêm vào ngày 20 tháng 5 năm 1906. Ngày 19 tháng 6 năm 1988, Giáo hoàng Gioan Phaolô II suy tôn ông lên bậc Hiển thánh.
Thánh Phạm Hiếu Liêm là đồng bảo trợ của Trường San Juan de Letran mà ông từng học, đây là một trong những trường đại học cổ nhất Philippines và châu Á nói chung. Tên của ông đã từng được đặt cho một con đường tại phường 12, quận Tân Bình, Thành phố Hồ Chí Minh (nay là đường Hà Bá Tường).

## Hội đồng tứ giáo
Hội đồng tứ giáo là một tác phẩm được lưu truyền khá rộng rãi, viết theo môtif đối thoại tôn giáo. Theo các đánh giá gần đây, câu chuyện này không nhất thiết là một dữ kiện lịch sử nhưng được viết nhằm mục đích hộ giáo. Truyện kể tại kinh thành có một quan lớn là chú của chúa Tĩnh Đô Vương Trịnh Sâm. Mẹ của ông là bà Thượng Trâm, quê xứ Hải Dương, vốn theo đạo Công giáo. Nhiều lần, bà khuyên con theo đạo. Ông này liền nảy ra sáng kiến triệu tập đại diện bốn tôn giáo: Khổng giáo, Lão giáo, Phật giáo và Công giáo để trình bày về đạo của mình để quyết định theo một đạo. Cuộc trao đổi kéo dài ba ngày, mỗi ngày một vấn đề: nguồn gốc con người, mục đích cuộc đời này và đời sau của mỗi người. Linh mục Liêm và Gia đại diện cho Công giáo đã khéo léo trình bày đến nỗi quan lớn phải trầm trồ khen ngợi. Nhưng vì ông biết Chúa Trịnh vẫn cấm đạo Công giáo nên quan vẫn còn ngần ngại chưa theo.
Sau đó, vì tò mò, mẹ chúa Trịnh Sâm cũng cho triệu hai cha đến để giới thiệu đạo cho bà. Khi bà hỏi những người không theo đạo chết rồi sẽ đi về đâu, cha Liêm đáp "bẩm bà, sa hỏa ngục". Bà đùng đùng nổi giận và ép con là chúa Trịnh Sâm ra lệnh xử tử cả hai vị.